# Eulogio Eraso
Eulogio Eraso y Cartagena (Saldaña, 1817-Saldaña, 1885) fue un político y abogado español.

## Biografía
Nació en la casa solariega de los Cartagena de Saldaña. Desde allí ejerció la abogacía hasta el inicio de su actividad política. Militante del Partido Progresista, como consecuencia de los discursos políticos pronunciados en Palencia en la época de 1840 a 1843, fue enviado al destierro por primera vez coincidiendo con el fin del Gobierno de Espartero. De vuelta a su tierra, en la preparación de la revolución de 1863, fue apresado y llevado a Cádiz y a Sevilla.
Al triunfar la revolución gloriosa (1868) en Valladolid, fue premiado con el nombramiento como miembro de la Junta Revolucionaria, y después el Partido Progresista de Palencia lo envió a las Cortes Constituyentes con más de 22 000 votos. Destacado amigo del general Prim, al que siempre prestó apoyo en la Cámara popular, recibió el encargo de redactar la reforma de la Ley de Orden Público. Fue dos veces elegido Senador por Palencia. Falleció en su localidad natal.